# لوك كيوف
لوك كيوف (بالإنجليزية: Luke Keough)‏ هو دراج أمريكي، ولد في 10 أغسطس عام 1991،في ساندويتش في الولايات المتحدة.

## وصلات خارجية
- لوك كيوف على موقع الاتحاد الدولي للدراجات (الإنجليزية)
- لوك كيوف على موقع أرشيف الدراجات (الإنجليزية)
- لوك كيوف على موقع إحصائيات الدراجات الإحترافية (الإنجليزية)
- لوك كيوف على موقع نسبة الدراجات (الإنجليزية)